# Poterna

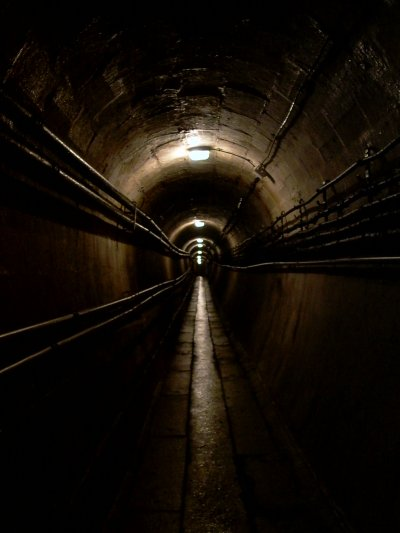
Poterna: grupa warowna (feste) Guentrange we Thionville

Poterna (potajnik) – podziemne przejście umożliwiające komunikację wewnątrz twierdzy bądź fortu pomiędzy poszczególnymi stanowiskami bojowymi na wałach lub w rowach fortecznych, schronami, koszarami itp. bez narażenia się na bezpośredni ostrzał.
Przeważnie poterny łączyły kaponiery ze schronem głównym, lub ze schronami pogotowia w poprzecznicach. Wznoszone były z drewna, cegły bądź betonu, budowane metodą górniczą lub odkrywkową. Nazwa używana także w odniesieniu do bocznej bramy (furty) w murze obronnym.